# Fascellina meligerys
Fascellina meligerys är en fjärilsart som beskrevs av Louis Beethoven Prout 1925. Fascellina meligerys ingår i släktet Fascellina och familjen mätare. Inga underarter finns listade i Catalogue of Life.